# Alessandro di Cotieno
Alessandro di Cotieno (in greco antico: Ἀλέξανδρος?, Aléxandros; Cotieno, 70-80 circa – Roma, 150 circa) è stato un grammatico e filologo greco antico.

## Biografia
Alessandro fu uno dei precettori dell'imperatore romano Marco Aurelio, che lo ringrazia nei suoi Colloqui con sé stesso per avergli insegnato uno stile letterario e viene ricordato come il principale studioso di Omero della sua epoca.

## Opere
Di lui non restano opere, ma solo un epitaffio, pronunciato dall'oratore Elio Aristide, che era stato suo allievo.